# 旗山 (大字)
旗山，原稱為蕃薯藔，是臺灣高雄市旗山區的一個傳統地域名稱，位於該區西部偏北側。相較於今日行政區，其範圍大致包括永和里不含北端、東平里西北部邊界地帶、竹峰里、瑞吉里不含東南部、湄洲里不含東部、太平里不含西端、大德里不含東部。
本地區境內主要聚落為蕃薯藔（旗山）、灣里、木柵、六張犁，設有旗山農工、旗山國中、旗山國小、鼓山國小。

## 歷史
台灣日治初期，旗山地區為一街庄，稱為「蕃薯藔街」（舊制街庄），隸屬於羅漢外門里。該街昔日西北與東勢埔庄為鄰，東北邊及東邊北段與圓潭仔庄為鄰，東邊中至南段隔楠梓仙溪與旗尾庄為界，南邊及西南邊為北勢庄，西邊為腳帛藔庄。
1901年（日治明治三十四年）11月11日，全台廢縣廳改設二十廳，該街隸屬於蕃薯藔廳。1904年（明治三十七年）2月16日，該街編入「蕃薯藔區」，隸屬於蕃薯藔廳。1909年（明治四十二年）10月25日，全台合併二十廳為十二廳，蕃薯藔區改隸屬於阿緱廳。1920年（大正九年）10月1日，全台地方制度大改正，廢十二廳改設五州二廳，該街改制並改名為「旗山」大字，隸屬於高雄州旗山郡旗山街（新制街庄）。
戰後旗山街改制為旗山鎮，隸屬於高雄縣，大字亦改制為里。1950年（民國39年）10月1日，高、屏分治，旗山鎮仍隸屬於高雄縣。2010年（民國99年）12月25日，高雄縣、市合併為直轄高雄市，旗山鎮改制為旗山區。

## 聚落
本地區發展較早的聚落為蕃薯藔（旗山）、灣里、木柵、六張犁，在日治初期的官方地圖上已有記載。

## 交通
省道台3線俗稱「內山公路」，是台北至屏東的幹道，經過本地區的旗山聚落。由該道路北行可前往內門區、臺南市南化區、玉井區、楠西區等地；南行可前往旗山區/美濃區交界地帶、屏東縣里港鄉、九如鄉、屏東市等地。
省道台28線是湖內橋至茂林（實際終點為大津）的幹道，經過本地區的旗山聚落南部。由該道路西行可前往旗山區/內門區交界地帶、內門區/田寮區交界地帶、田寮區、阿蓮區、路竹區等地；東行可前往美濃區、六龜區南部，並止於該區東南端的省道台27線路口。
省道台29線是達卡努瓦至林園的幹道，也是楠梓仙溪流域的主要連絡道路，經過本地區的六張犁聚落東郊、木柵聚落東郊、灣里聚落東郊、旗山聚落。由該道路北行可前往甲仙區、那瑪夏區，並止於達卡努瓦部落內十字路口；南行可前往大樹區、大寮區、林園區，並止於省道台17線路口。
區道高135線是旗山至竹戈寮的道路，其東北側端點（起點）位於本地區中西部略偏南。

## 學校
- 旗山農工
- 旗山國中
- 旗山國小
- 鼓山國小

## 公務機關
- 旗山區公所
- 高雄市旗山戶政事務所
- 高雄市政府警察局旗山分局
- 高雄市政府消防局第六大隊旗山消防分隊